# ویازوفکا (شهرستان کیگینسکی، باشقیرستان)
ویازوفکا (انگلیسی: Vyazovka, Kiginsky District, Republic of Bashkortostan) یک شهرک در شهرستان کیگینسکی استان باشقیرستان کشور روسیه است.